# Domodossola

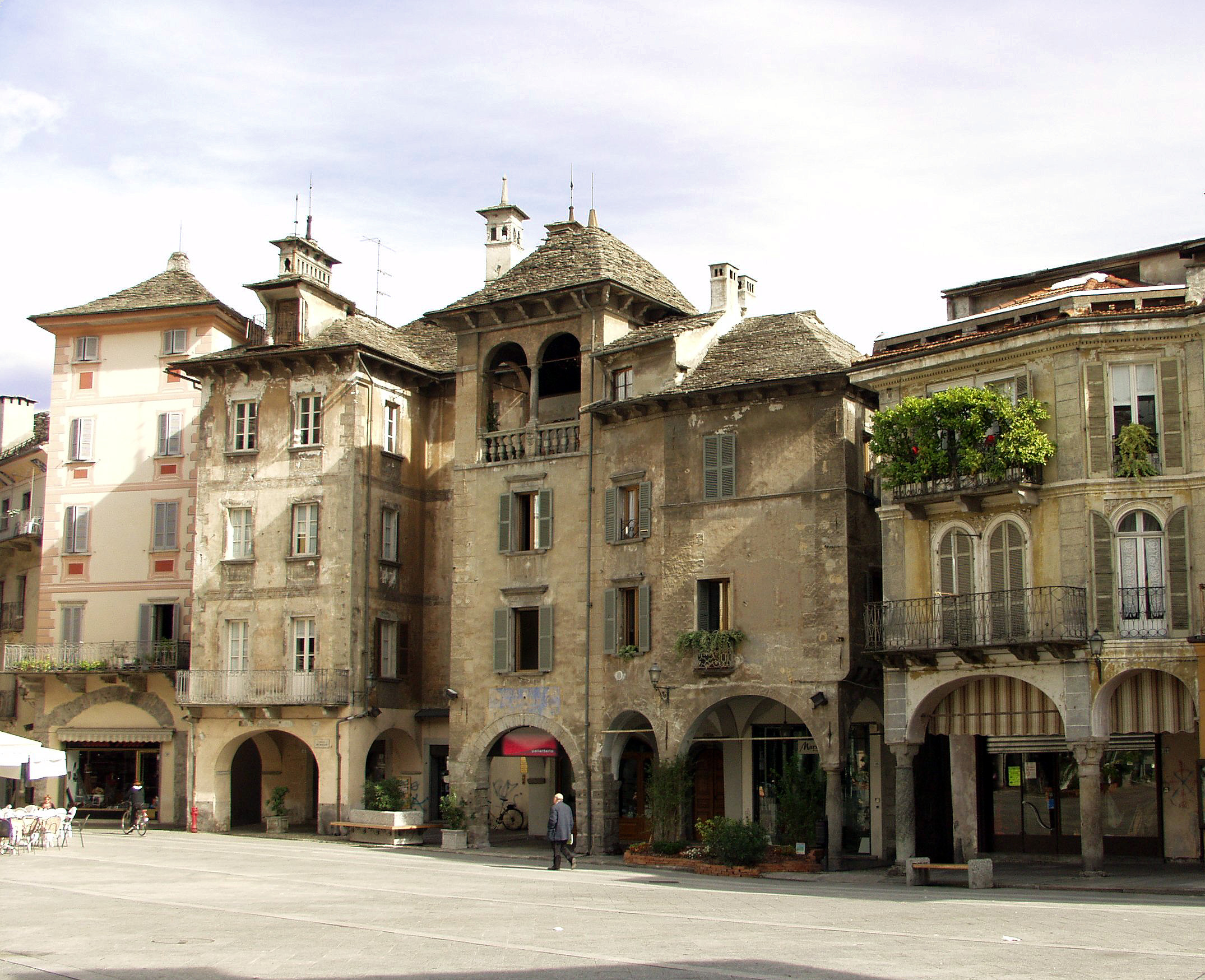
Centro de Domodossola.

Domodossola es una localidad italiana de la provincia de Verbano-Cusio-Ossola, región de Piamonte,  con 18.452 habitantes.
En tiempos antiguos formaba parte del Ducado de Saboya, y luego de fuertes conflictos con Austria, este último se fragmentó en muchas nuevas casas nobles. En consecuencia surgió el Condado dell'Ossola, del cual la ciudad de Domodossola fue capital. Con el tiempo adquirió el estatus de Ducado.
En 1910 Domodossola se hizo conocida internacionalmente gracias a la proeza del aviador franco-peruano Jorge Chávez Dartnell, quien acababa de cruzar los temidos Alpes con su frágil monoplano y precisamente allí cayó mortalmente herido al romperse las alas del avión que lo conducía debido a los fuertes vientos que azotaban por ahí. Moriría de shock traumático originado por ese fatídico accidente en un hospital de dicha ciudad alpina el 27 de septiembre de 1910.
En 1946, cuando el Reino de Italia, se convierte en la República Italiana, fueron abolidos los títulos nobiliarios y pierde su estatuto de ducado dependiente de la corona italiana, y pasa a formar parte de la república.
En la actualidad Domodossola se encuentra gobernada por Michele Marinello de la Liga Norte.

## Evolución demográfica
| Gráfica de evolución demográfica de Domodossola entre 1861 y 2001 |
|                                                                   |
| Fuente ISTAT - elaboración gráfica de Wikipedia                   |